# Фордленд (Міссурі)
Фордленд (англ. Fordland) — місто (англ. city) в США, в окрузі Вебстер штату Міссурі. Населення — 778 осіб (2020).

## Географія
Фордленд розташований за координатами 37°9′16″ пн. ш. 92°56′31″ зх. д. / 37.15444° пн. ш. 92.94194° зх. д. (37.154575, -92.941935).  За даними Бюро перепису населення США в 2010 році місто мало площу 2,86 км², з яких 2,86 км² — суходіл та 0,00 км² — водойми.

## Демографія
Згідно з переписом 2010 року, у місті мешкало 800 осіб у 312 домогосподарствах у складі 205 родин. Густота населення становила 279 осіб/км².  Було 343 помешкання (120/км²).
Расовий склад населення:
| - 96,3 % — білих - 1,0 % — корінних американців - 0,4 % — чорних або афроамериканців - 0,1 % — азіатів |

До двох чи більше рас належало 1,8 %. Частка іспаномовних становила 3,1 % від усіх жителів.
За віковим діапазоном населення розподілялося таким чином: 28,6 % — особи молодші 18 років, 58,4 % — особи у віці 18—64 років, 13,0 % — особи у віці 65 років та старші. Медіана віку мешканця становила 34,2 року. На 100 осіб жіночої статі у місті припадало 90,5 чоловіків;  на 100 жінок у віці від 18 років та старших — 86,6 чоловіків також старших 18 років.
Середній дохід на одне домашнє господарство  становив 41 204 долари США (медіана — 37 500), а середній дохід на одну сім'ю — 45 545 доларів (медіана — 42 321). Медіана доходів становила 36 316 доларів для чоловіків та 27 250 доларів для жінок. За межею бідності перебувало 17,3 % осіб, у тому числі 13,0 % дітей у віці до 18 років та 18,3 % осіб у віці 65 років та старших.
Цивільне працевлаштоване населення становило 324 особи. Основні галузі зайнятості: мистецтво, розваги та відпочинок — 21,0 %, освіта, охорона здоров'я та соціальна допомога — 20,4 %, будівництво — 12,7 %, виробництво — 11,4 %.